# Natalus mexicanus
Natalus mexicanus är en fladdermus i familjen trattöronfladdermöss som förekommer i Centralamerika. Taxonet listades en längre tid som underart till Natalus stramineus och sedan 2012 är det godkänt som art.

## Utseende
Arten blir 38 till 46 mm lång (huvud och bål), har en 47 till 52 mm lång svans och väger 3 till 5 g. Underarmarna är 36 till 39 mm långa, bakfötterna är 8 till 9 mm långa och öronen är 14 till 16 mm stora. Den mjuka och lite ulliga pälsen på ovansidan har en orangebrun till gulaktig färg och undersidan är alltid gul. Kännetecknande är krämfärgade öron med svarta kanter. Den långa svansen är helt inbäddad i svansflyghuden. Den bruna flygmembranen står i kontrast till de rosa extremiteterna.

## Utbredning
Denna fladdermus förekommer i hela Centralamerika från Mexiko till Panama men den saknas på de västindiska öarna. Den lever i låglandet och i bergstrakter upp till 2400 meter över havet. Habitatet utgörs främst av torra och halvtorra skogar. Ibland hittas Natalus mexicanus i städsegröna skogar.

## Ekologi
Natalus mexicanus vilar främst i fuktiga grottor. De bildar ofta kolonier som har upp till 300 medlemmar men antalet individer per grotta kan variera. Populationer som lever i norra delen av utbredningsområdet vandrar före vintern till varmare trakter. Allmänt lämnas gömstället 30 minuter efter solnedgången för jakten på flygande insekter. Fladdermusen flyger med hög hastighet genom skogarnas undervegetation. Frekvensen som används vid ekolokaliseringen ligger över 85 kHz.
Honor har troligen en kull med en unge per år. Ungarnas födelse sker i norra delen av utbredningsområdet under årets varma månader och i södra Centralamerika under den torra perioden. Dräktigheten antas vara i 8 till 10 månader och honor bildar före ungarnas födelse egna kolonier. Det nyfödda ungdjuret är med en genomsnittlig vikt av 2,1 g ganska tung.

## Status
Störningar i grottorna kan påverka beståndet negativt. IUCN listar Natalus mexicanus som livskraftig (LC).